# Litoria leucova
Espèce
Synonymes
- Hyla leucova Tyler, 1968

Statut de conservation UICN

 DD  : Données insuffisantes
Litoria leucova  est une espèce d'amphibiens de la famille des Pelodryadidae.

## Répartition
Cette espèce est endémique de Papouasie-Nouvelle-Guinée. Elle se rencontre dans les provinces de Sandaun et de Sepik oriental à environ 1 600 m d'altitude dans le haut bassin du Sepik.

## Description
La femelle holotype mesure 30,4 mm

## Publication originale
- Tyler, 1968 : Papuan hylid frogs of the genus Hyla. Zoologische verhandelingen, vol. 96, p. 1-203 (texte intégral).